# ジャック・ブリットン

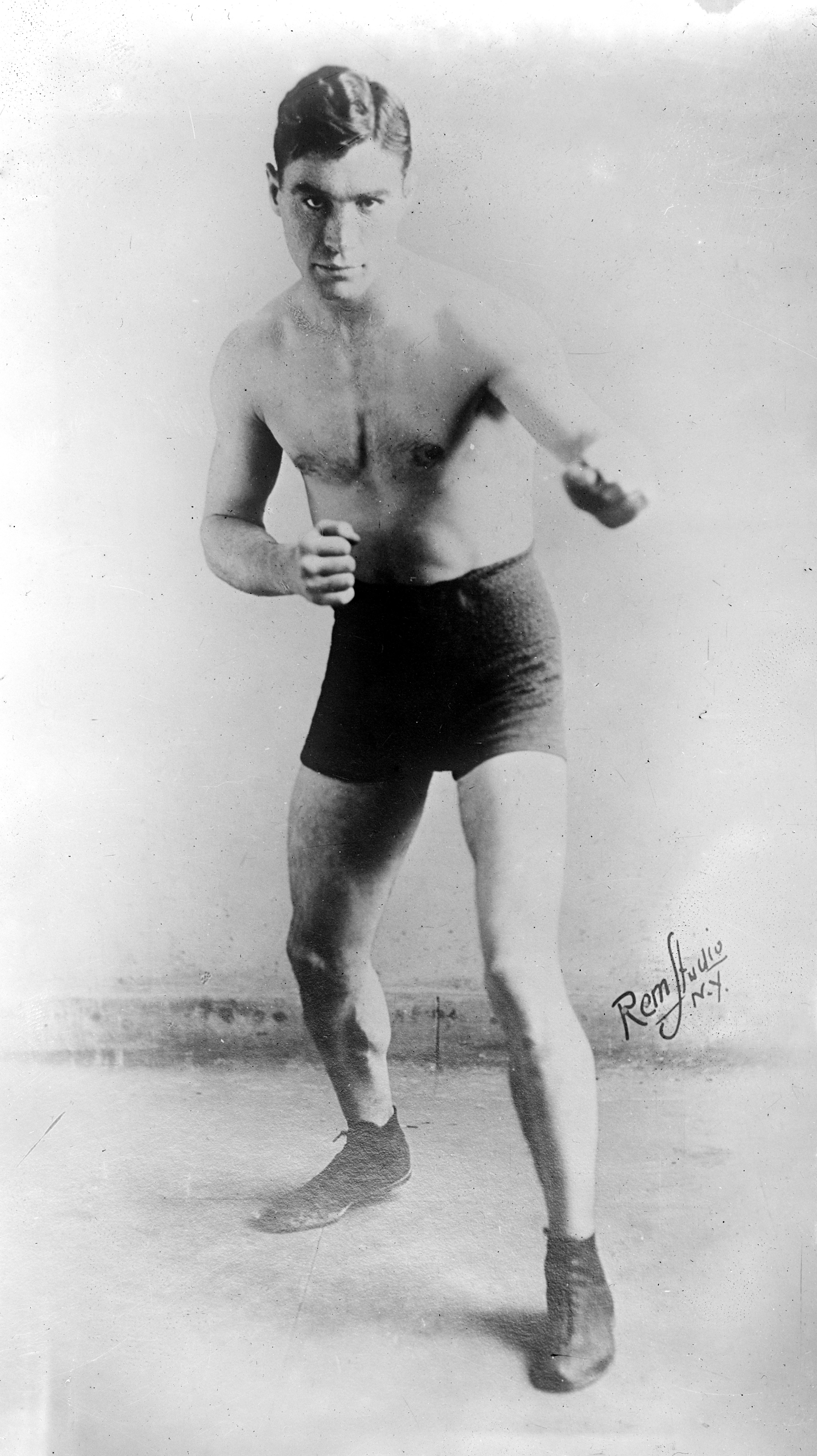
ジャック・ブリットン

ジャック・ブリットン（Jack Britton、1885年10月14日 - 1962年3月27日）は、アメリカ合衆国の男性プロボクサー。アイルランド系。元世界ウェルター級チャンピオン。ニューヨーク州クリントン生まれ。史上屈指の技巧派ボクサーと評される。

## 来歴
1905年デビュー。1915年、マイク・グローブに判定勝ちして空位だった世界ウェルター級王座に就くが、同年8月31日、英国の猛ファイター、テッド・キッド・ルイスに12回判定負け、王座を失う。
ここから、カウンターを得意とする技巧派ブリットンと、激しい攻撃を売り物とするルイスとの、歴史に残るライバル対決が始まる。タイトルを取ったり取られたりの両者の対決は、1921年までの6年間で計20度にも及んだ。通算戦績はブリットンの4勝3敗1引分け12無判定で、1921年2月7日の最後の対戦後、王座を保持していたのはブリットンだった。
1922年6月27日、ライト級の名王者ベニー・レナードの挑戦を受け、13回反則勝ちしている（ダウンしたブリットンをレナードが殴打）。
1922年11月1日、“トイ・ブルドッグ”ミッキー・ウォーカーに判定で敗れ、王座を奪われた。

## 通算戦績
344戦104勝（28KO）27敗21引分190無判定2無効